# Oliver Johnston
Oliver Griffen Johnston (* 30. April 1888 in Beaconsfield, Buckinghamshire; † 22. Dezember 1966 in Westminster, London) war ein britischer Schauspieler.

## Leben
Oliver Johnston war zunächst ausschließlich als Bühnenschauspieler zu sehen und machte erst mit rund 50 Jahren sein Kinodebüt. Ab den 1940er-Jahren wirkte er in einer größeren Anzahl an Fernsehproduktionen mit. Im Kino konnte er erst mit fast 70 Jahren den Durchbruch schaffen, als der Schauspieler von Charlie Chaplin in dessen Komödie Ein König in New York besetzt wurde. Johnston spielte darin in einer größeren Nebenrolle den Botschafter und engsten Vertrauten von Chaplins Figur. Anschließend erhielt er zahlreiche weitere Nebenrollen, in denen er meist freundliche, gelegentlich auch ängstlich oder eingeschüchtert wirkende ältere Herren spielte. 
Johnston war insbesondere in britischen Horrorfilmen wie Dr. Crippen (1962), Die drei Leben des Thomasina (1963), Das Grab der Lygeia (1964) und Der Golem lebt! (1967) zu sehen. In einer Fernsehverfilmung von Charles Dickens’ Der Raritätenladen übernahm er die Rolle des Großvaters. Eine seiner letzten Rollen hatte er wiederum unter Chaplins Regie in dessen letztem Film Die Gräfin von Hongkong, der 1967 in den Kinos anlief: Hier übernahm Johnston zu Filmanfang die Rolle eines britischen Geschäftsmannes in Hongkong, der die von Marlon Brando und Sophia Loren gespielten Hauptcharaktere einander vorstellt. Oliver Johnston starb im Dezember 1966 im Alter von 78 Jahren, fast bis zuletzt hatte er als Schauspieler gearbeitet.

## Filmografie (Auswahl)
- 1938: Kate Plus Ten
- 1939: Träumende Augen (Stolen Life)
- 1953: The Quatermass Experiment (Fernsehserie, 3 Folgen)
- 1955: Room in the House
- 1957: Ein König in New York (A King in New York)
- 1958: Indiskret (Indiscreet)
- 1959: Hinter diesen Mauern (Beyond This Place)
- 1960: Hochverrat mit Hindernissen (A Touch of Larceny)
- 1960: Entführt – Die Abenteuer des David Balfour (Kidnapped)
- 1960: Herr der drei Welten (The Threen Worlds of Gulliver)
- 1961: Franz von Assisi (Francis of Assisi)
- 1961: Quintett mit Harfe und Trompete (Raising the Wind)
- 1962: Backfire!
- 1962: Dr. Crippen
- 1962: O Darling – was für ein Verkehr (The Fast Lady)
- 1962–1963: Der Raritätenladen (The Old Curiosity Shop; Fernseh-Miniserie, 13 Folgen)
- 1963: Die drei Leben des Thomasina (The Three Lives of Thomasina)
- 1964: Das Grab der Lygeia (The Tomb of Ligeia)
- 1966: Geheimauftrag für John Drake (Danger Man; Fernsehserie, 1 Folge)
- 1967: Die Gräfin von Hongkong (A Countess from Hongkong)
- 1967: Der Golem lebt! (It!)